# Schloss Hagenwil

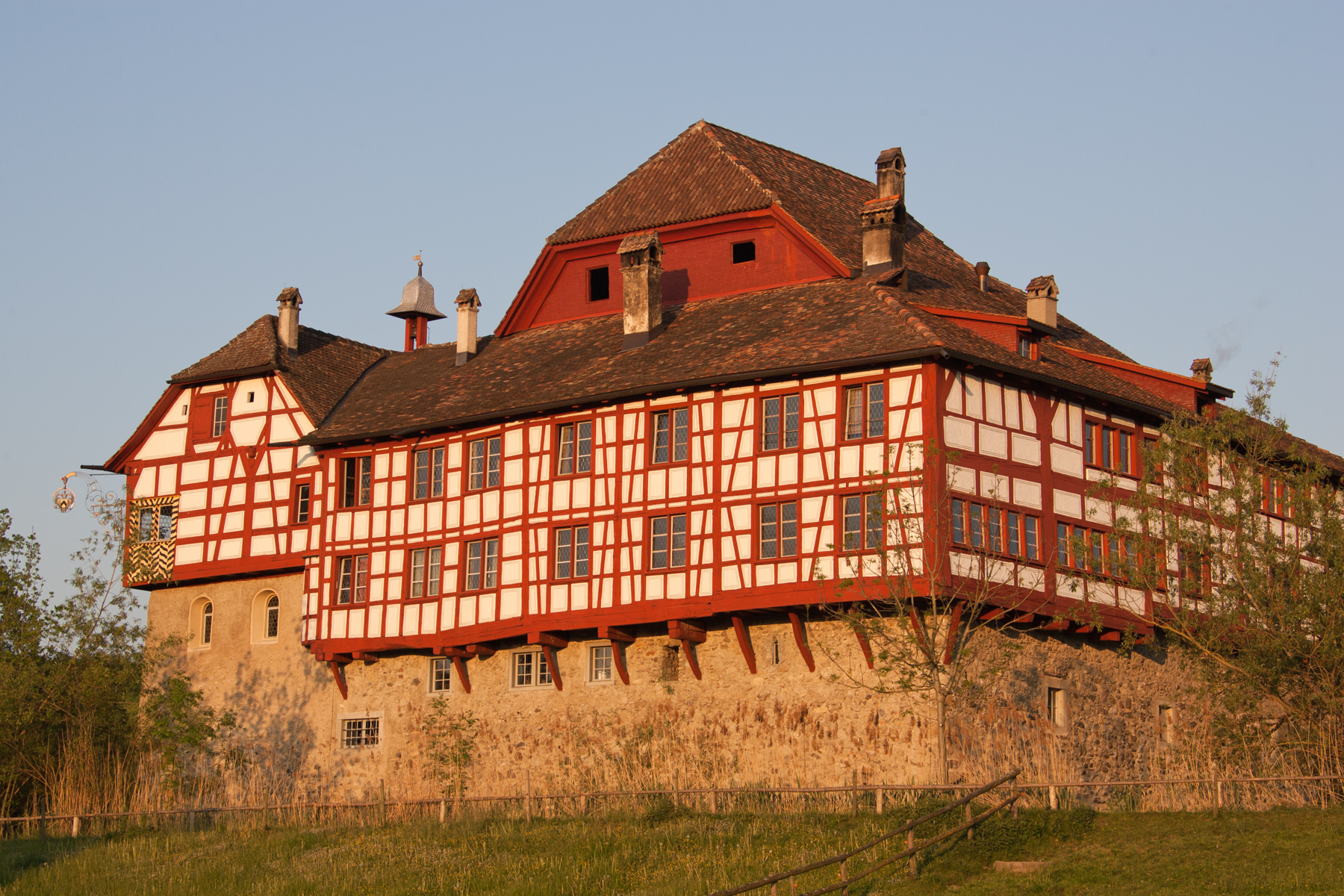
Schloss Hagenwil

Das Schloss Hagenwil ist eine Wasserburg in Hagenwil bei Amriswil, Kanton Thurgau.
Es wurde Anfang des 13. Jahrhunderts erbaut. Erstmals erwähnt werden die Herren von Hagenwil ebenfalls in dieser Zeit. Rudolf von Hagenwil soll am Kreuzzug Friedrichs II. teilgenommen haben und später einen Grossteil seines Besitzes dem Kloster St. Gallen geschenkt haben. Dieses setzte in den folgenden Jahrhunderten verschiedene Lehensherren auf das Schloss wie die von Breitenlandenberg oder von Paygrer. 1405 wurde die Burg während der Appenzellerkriege von Truppen der Stadt St. Gallen belagert aber nicht eingenommen. 1504 waren die Herren von Bernhausen Eigentümer der Burg. Im Dreissigjährigen Krieg wurde sie 1633 von schwedischen Truppen geplündert, während diese Konstanz belagerten. 1684 liess Abt Gallus die Burg in eine Sommerresidenz für die Äbte ausbauen, die Jahreszahl 1741 am Haupttor bezieht sich darauf. 
Nach Aufhebung des Klosters St. Gallen im Jahr 1805 kaufte der damalige Verwalter Benedikt Angehrn das Schloss Hagenwil. Heute ist es in siebter Generation im Besitz der Familie, die unter anderem ein Restaurant im Schloss betreibt. Andere Teile des Schlosses sind bewohnt.
Das Schloss liegt an dem historischen, seit dem 9. Jahrhundert belegten und bis ins 19. Jahrhundert genutzten Verkehrsweg Alte Konstanzerstrasse. Diese verläuft stellenweise parallel zur heutigen Autostrasse und ist hier als Wanderweg beschildert. 

## Galerie

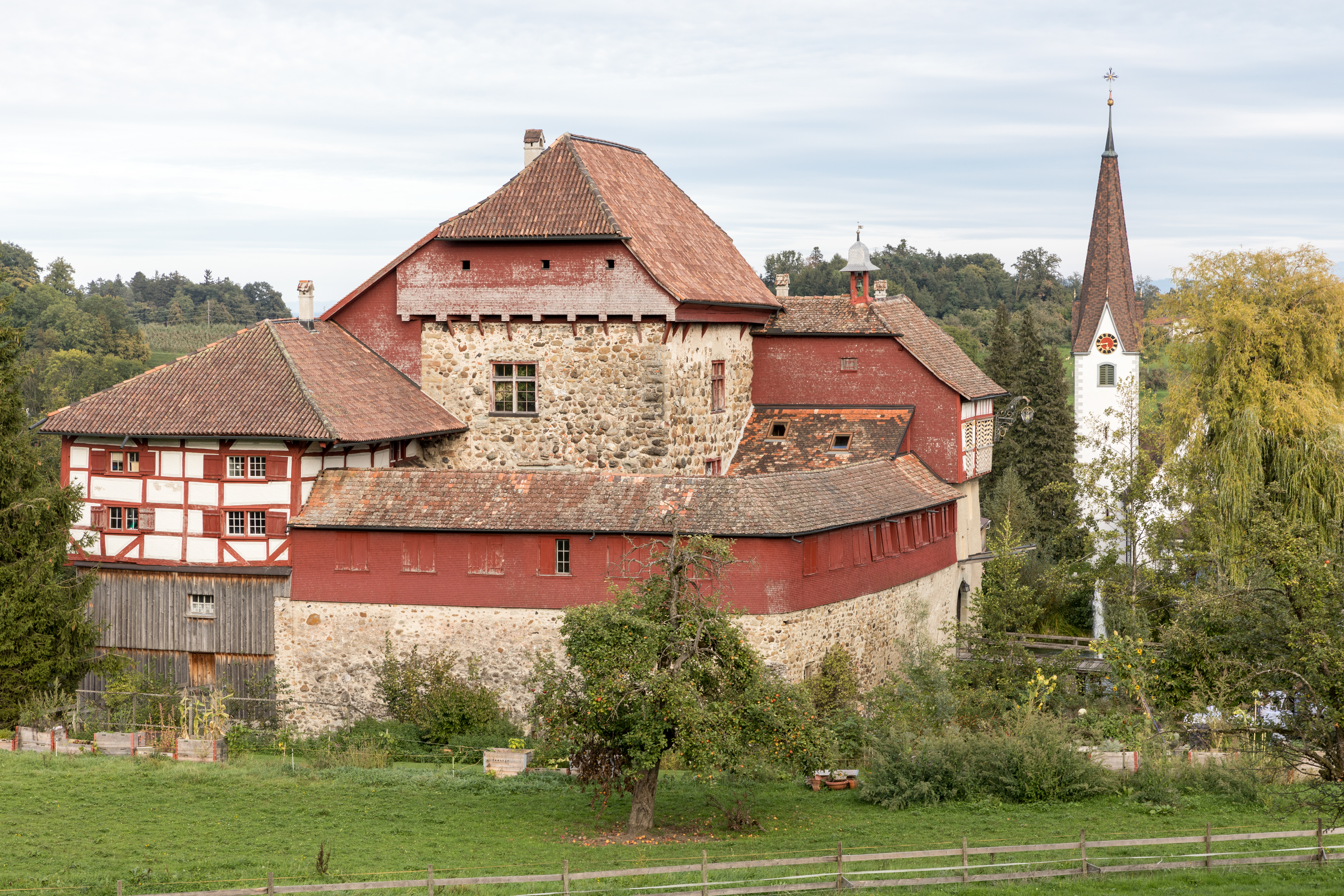
Schloss Hagenwil (Westseite) und der Turm von St. Johannes Baptist
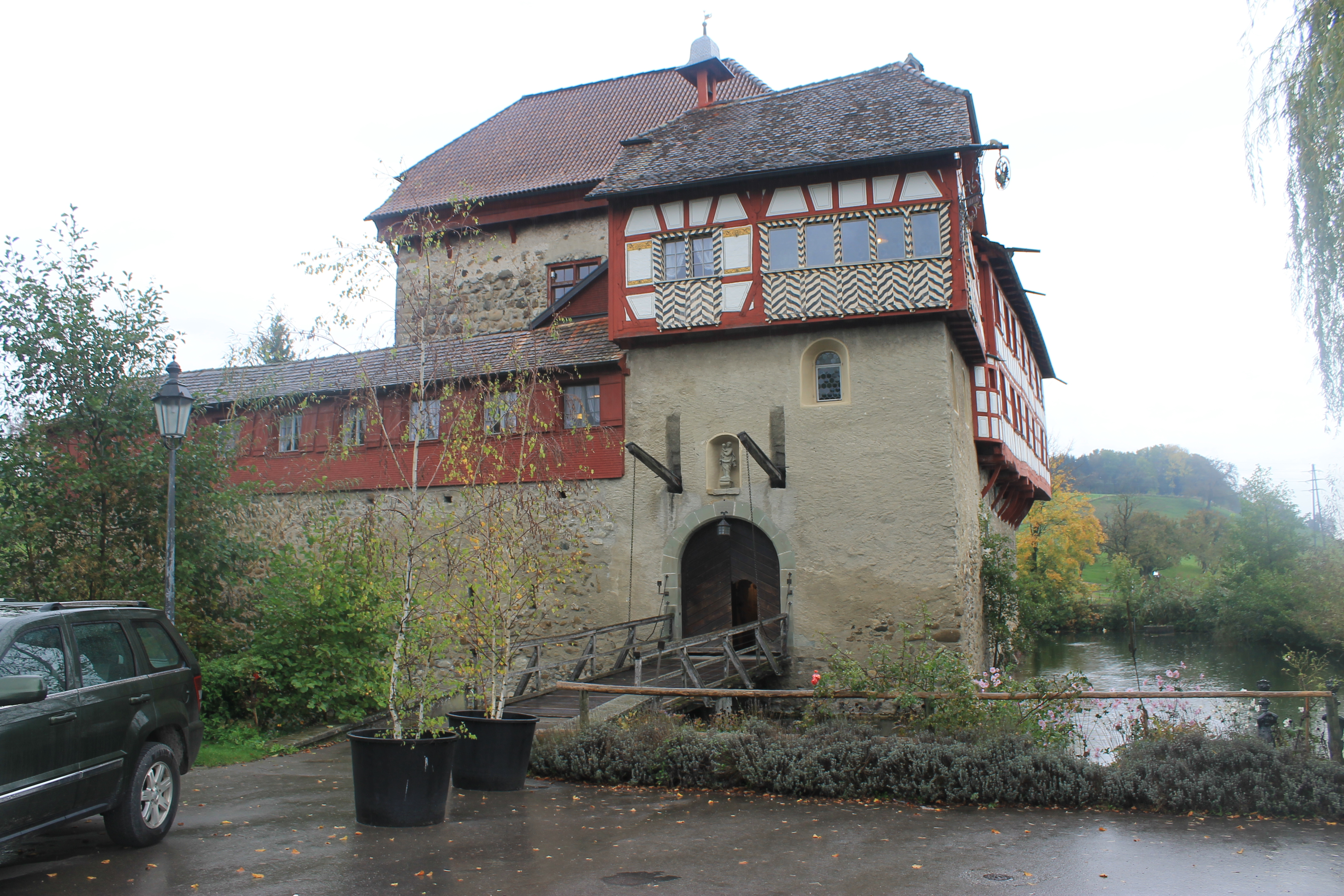
Haupteingang mit Zugbrücke
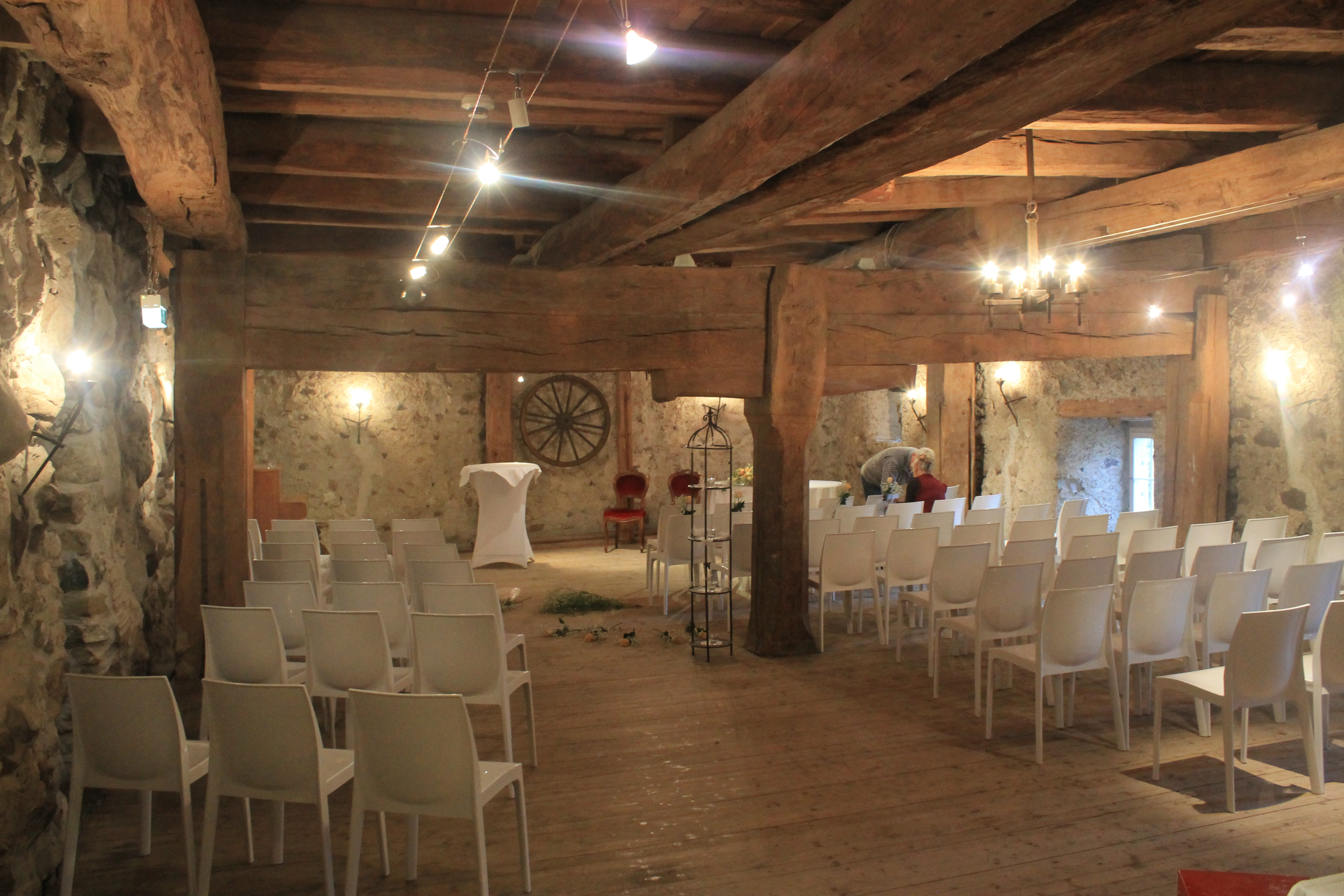
Der alte Mostkeller wird als Versammlungsraum genutzt
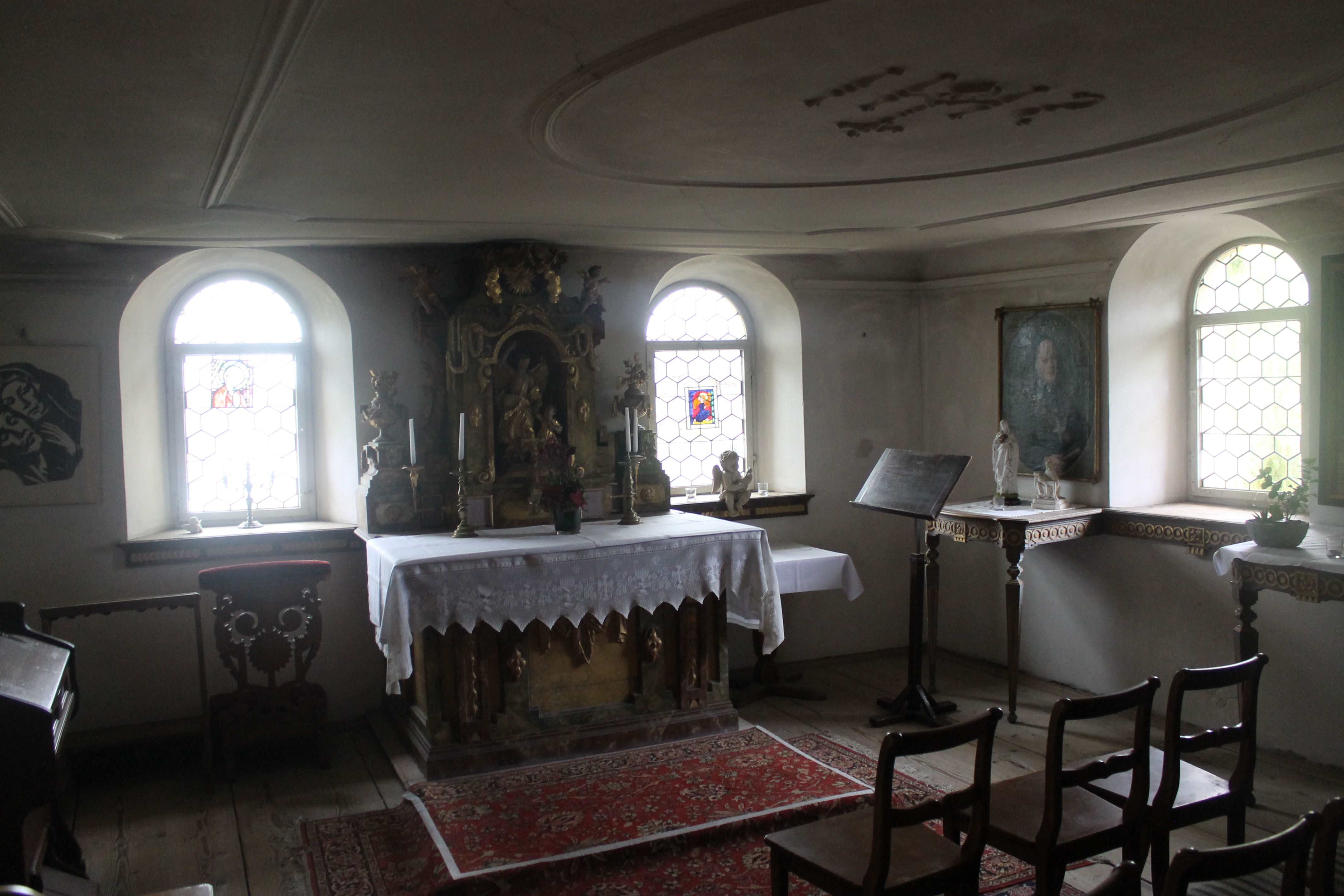
Die Schlosskapelle wird gern für Hochzeiten genutzt
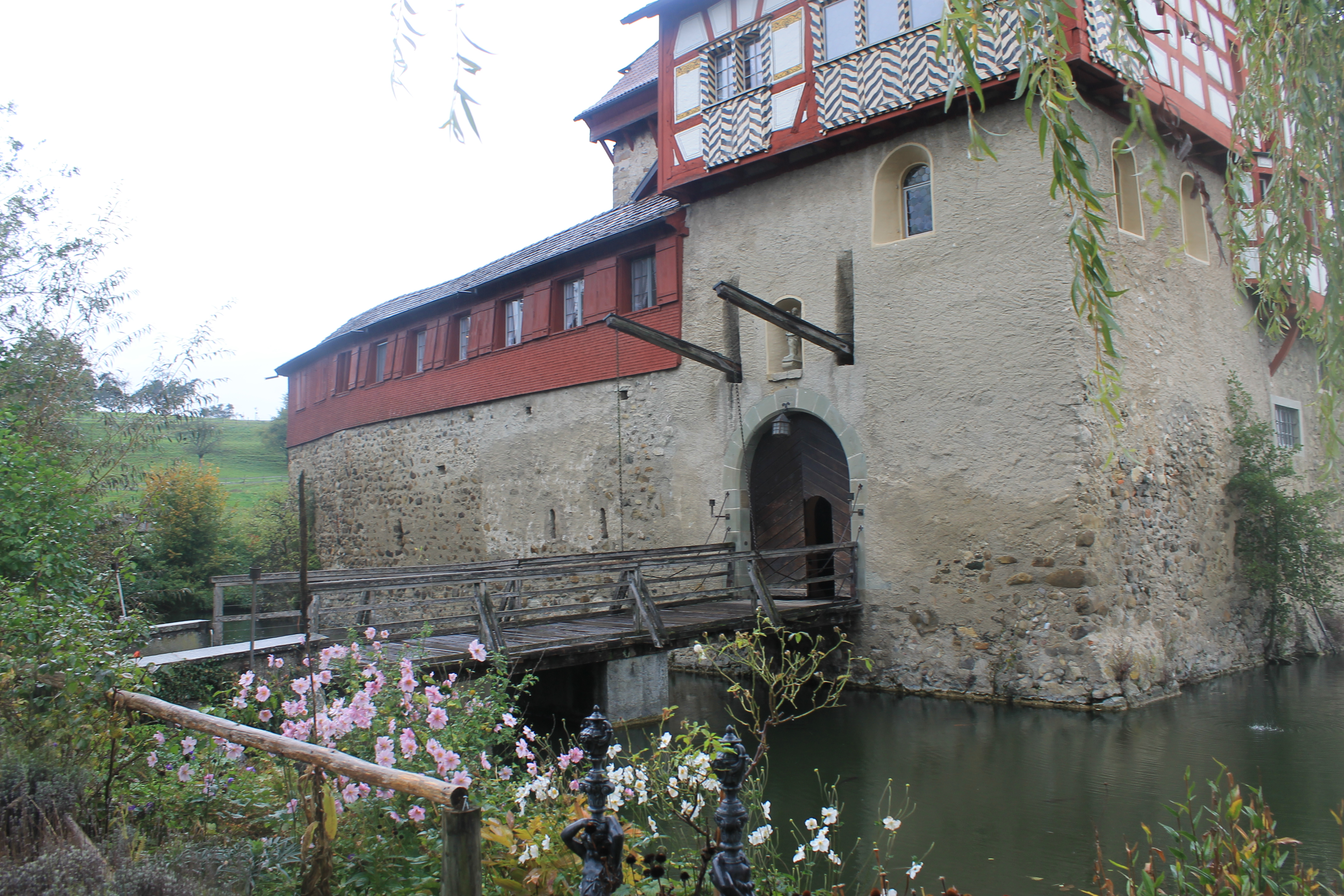
Das Schloss ist komplett von einem Wassergraben umgeben, der als Fischweiher genutzt wird.
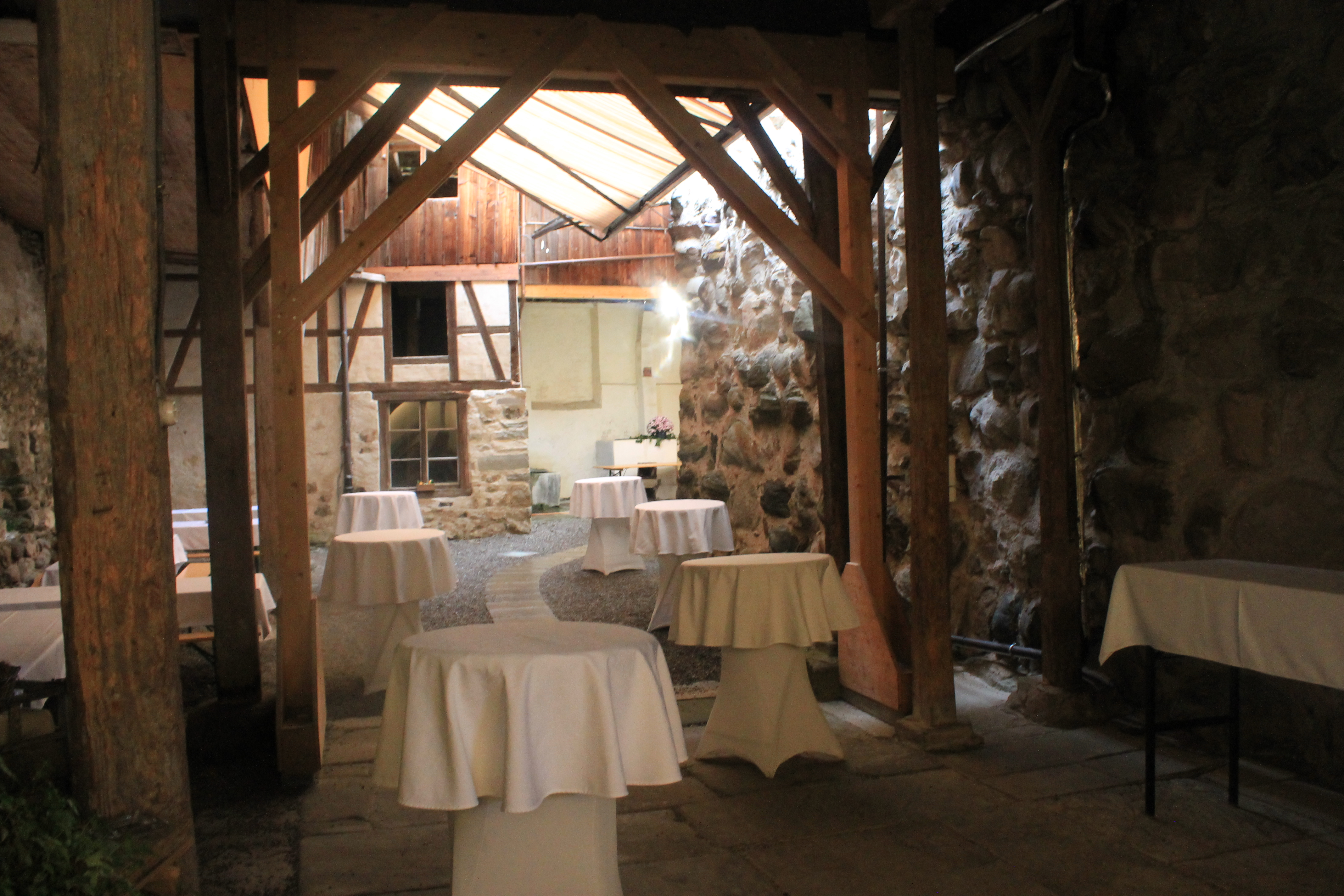
Innenhof Wasserschloss Hagenwil.